# 1844
- Wikisource

| Calendário gregoriano                                                        | 1844 MDCCCXLIV                       |
| Ab urbe condita                                                              | 2597                                 |
| Calendário arménio                                                           | 1293 – 1294                          |
| Calendário bahá'í                                                            | 0 – 1                                |
| Calendário budista                                                           | 2388                                 |
| Calendário chinês                                                            | 4540 – 4541 Início a 18 de fevereiro |
| Calendário copta                                                             | 1560 – 1561                          |
| Calendário etíope                                                            | 1836 – 1837                          |
| Calendários hindus - Vikram Samvat - Calendário nacional indiano - Cáli Iuga | 1899 – 1900 1765 – 1766 4944 – 4945  |
| Calendário Holoceno                                                          | 11844                                |
| Calendário islâmico                                                          | 1260 – 1261                          |
| Calendário judaico                                                           | 5604 – 5605                          |
| Calendário persa                                                             | 1222 – 1223 Início a 21 de março     |
| Calendário rúnico                                                            | 2094                                 |
| Calendário solar tailandês                                                   | 2387                                 |

1844 (MDCCCXLIV, na numeração romana)  foi um ano bissexto do século XIX do actual Calendário Gregoriano, da Era de Cristo,  e as suas letras dominicais foram  G e F (52 semanas), teve início a uma segunda-feira e terminou a uma terça-feira.
| Ano completo                            |
| --------------------------------------- |
| Ano bissexto com início à segunda-feira |

## Eventos

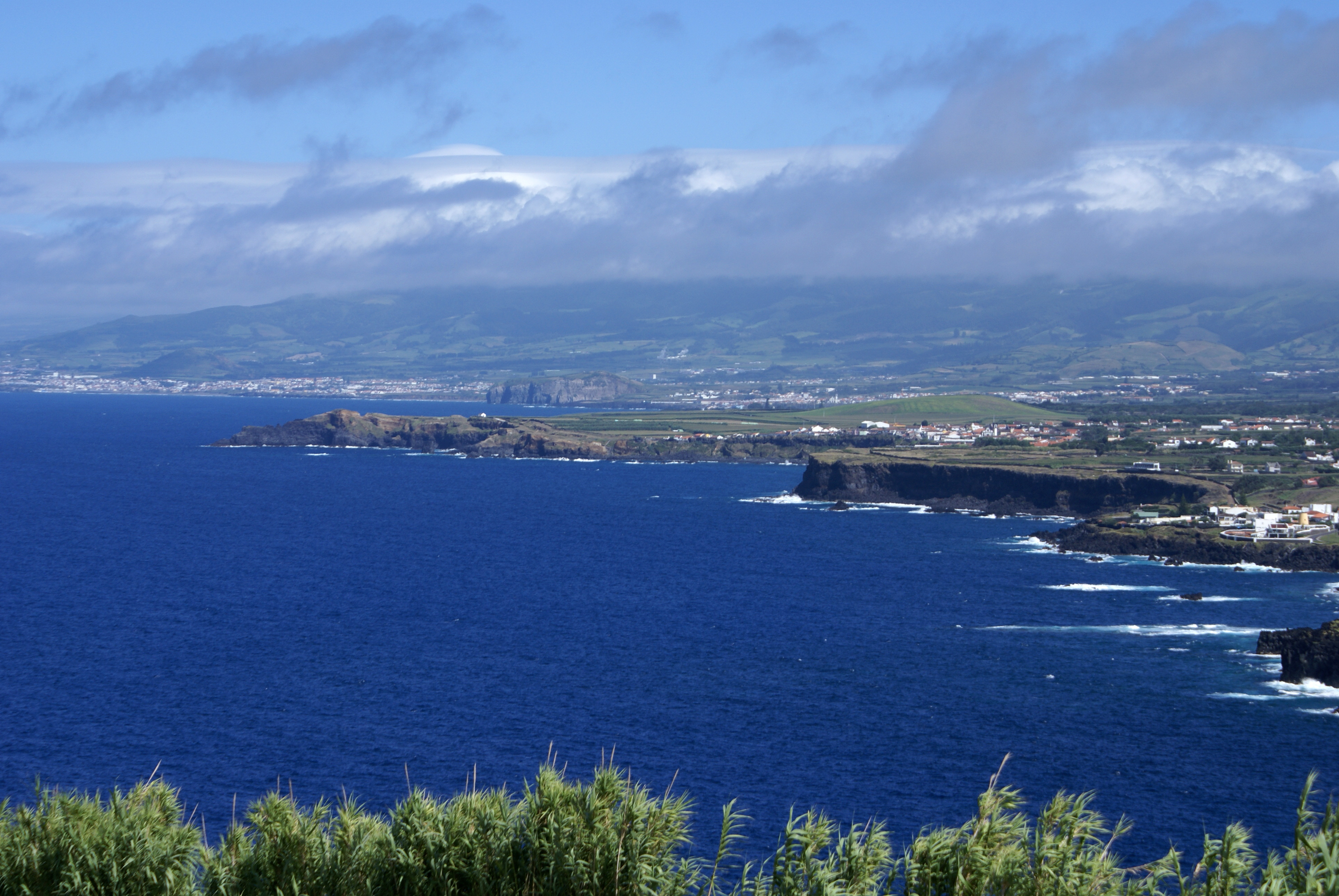
Miradouro da Vigia da Baleia, aspecto do ordenamento do povoamento ao longo da costa.

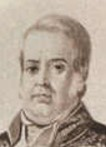
Manuel Alves Branco, Ministro da Fazenda do Brasil.

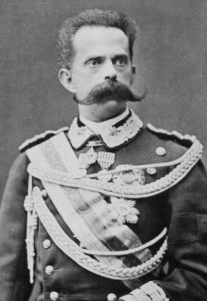
Rei Humberto I da Itália.

- Em Portugal, Tomar é elevada à categoria de cidade
- A primeira linha de telégrafo do mundo foi inaugurada no estado de Maryland em 1844, com participação do então prefeito Mathew o' Tafarello entre Baltimore e Washington, DC.
- Tarifa Alves Branco: Aumentava os impostos sobre cerca de 3 mil produtos estrangeiros.
- Seca na ilha Graciosa, Açores, obriga à importação de água. Aconteceu no Verão de 1844 quando ocorreu uma seca que para além de afectar gravemente as produções agrícolas pôs em risco a sobrevivência de pessoas e animais. José Silvestre Ribeiro, então Governador Civil em Angra, proveu a ilha prontamente com 90 pipas de água e mandou abrir poços e valas. Na noite de 20 de Agosto uma forte chuvada veio aliviar a crise.

### Fevereiro
- 4 de fevereiro - Em Torres Novas (Portugal) inicia-se uma revolta, de inspiração Setembrista, contra o governo de Costa Cabral, que falha por falta de apoio popular e do exército.
- 27 de fevereiro - A República Dominicana consegue a sua independência do Haiti.

### Maio
- 2 de maio - É fundada a Vila de 'São Caetano da Raposa', Pertencente ao município de Caruaru em Pernambuco.
- 23 de maio - Em Shiráz, Siyyid Ali Muhammad, o Báb, declara-se portador de uma Mensagem enviada por Deus, vindo a ser Precursor de Bahá'u'lláh.

### Agosto
- 27 de agosto – Encerramento da Escola Médico-Cirúrgica de Ponta Delgada, ilha de São Miguel, Açores.

### Outubro
- 22 de outubro - o Dia do Grande Desapontamento: religiosos Norte-americanos inspirados em Profecias bíblicas esperavam o retorno de Jesus Cristo neste dia. O movimento foi liderado por William Miller. Alguns dos remanescentes deste evento, reconheceram o equívoco de Miller, em marcar uma data para o retorno de Jesus, mantiveram o objetivo de pregar sobre a volta de Jesus e em busca de compreender as profecias bíblicas. Dezenove anos mais tarde, nominaram-se Igreja Adventista do Sétimo Dia.

### Novembro
- 9 de novembro- Revogado o acordo comercial de preferências tarifárias entre Brasil e Reino Unido.

## Nascimentos
- 21 de janeiro - Caetano de Andrade Albuquerque Bettencourt, jornalista, escritor e Par do reino português (m. 1900)[1]
- 7 de março - Gabriel Monod, historiador francês (m. 1912)
- 14 de março - Humberto I, rei de Itália. (m. 1878)
- 23 de Março - Padre Cícero, Padrinho dos Nordestinos.
- 27 de março - Albano de Melo Ribeiro Pinto, político e empresário jornalista português, (m. 1931)
- 21 de Maio - Henri Rousseau, pintor naïf francês (m. 1910).
- 22 de Maio - Mary Cassatt, pintora. (m. 1926).
- 23 de maio - `Abdu'l-Bahá, O Centro do Convênio Bahá'í. (m. 1921)
- 21 de julho - Luciano Baptista Cordeiro de Sousa (m. 1900), escritor, historiador, político e geógrafo português.
- 29 de Junho - Pedro I da Iugoslávia, Reis da Sérvia e Rei dos Sérvios, Croatas e Eslovenos de 1903 a 1921 (m. 1921).
- 17 de Agosto - Menelik II, imperador da Etiópia (m. 1913).
- 30 de Agosto - Friedrich Ratzel, geógrafo Alemão (m. 1904)
- 15 de outubro - Friedrich Nietzsche, filósofo (m. 1900)
- 22 de outubro - Louis Riel, ativista dos direitos dos métis (m. 1885)
- 25 de novembro - Karl Benz, engenheiro alemão, inventor do automóvel (m. 1929).
- 27 de Novembro - Vital Maria Gonçalves de Oliveira, bispo de Olinda (m. 1878).
- Abderramão Cã, foi emir do Afeganistão, m. 1901.
- António de Sousa Bastos, dramaturgo, empresário teatral e jornalista português (m. 1911) [2].

## Mortes
- 3 de Março - Onofre Pires, revolucionário farroupilha (n. 1799).
- 8 de Março - Carlos XIV & III João, rei da Suécia e Noruega de 1818 a 1844 (n. 1763)
- 16 de Junho — André da Silva Gomes, compositor luso-brasileiro (n. 1752).
- 27 de Junho - Joseph Smith, fundador do movimento religioso A Igreja de Jesus Cristo dos Santos dos Últimos Dias, é assassinado em Carthage, Illinois, nos Estados Unidos por uma turba (n. 1805).
- John Abercrombie, foi um médico e filosofo britânico, n. 1781.

## Por tema
- 1844 na ciência
- 1844 na literatura
- 1844 na música